# Gabriele Schroeter
Gabriele Schroeter (* 25. Oktober 1946; † 2002) war eine deutsche Juristin. Sie war von 1990 bis 2002 Richterin am Bundespatentgericht in München.

## Beruflicher Werdegang
Bis 1990 war Schroeter als Richterin an einem Landgericht tätig.
Zum 24. Oktober 1990 wurde sie als Richterin an das Bundespatentgericht berufen. Sie war dort bis 1996 rechtskundiges Mitglied des 12. Senats und von 1996 bis 2002 rechtskundiges Mitglied des 15. Senats, beides Technische Beschwerdesenate. Da am Bundespatentgericht die Mehrzahl der Richter eine naturwissenschaftliche Ausbildung hat, werden die juristisch ausgebildeten Richter „rechtskundige Mitglieder“ genannt. Zudem war Schroeter regelmäßige Vertreterin von rechtskundigen Mitgliedern der Technischen Beschwerdesenate 13 und 14. Außerdem hatte sie die Vertretung von rechtskundigen Mitgliedern des 4. Senats, einem Nichtigkeitssenat.